# Artturi Nyyssönen
Artturi Nyyssönen (Helsinki, 1º maggio 1892 – Jyväskylä, 7 settembre 1973) è stato un calciatore finlandese, di ruolo centrocampista.

## Carriera

### Nazionale
Ha collezionato 5 presenze con la propria Nazionale.

## Palmarès
- Campionato finlandese: 1

HJK:1912